# Фрей, Наталья Николаевна
Наталья Николаевна Фрей (урожд. Фурлетова) (род. 7 августа 1964 года) — мастер спорта СССР международного класса (лыжные гонки), мастер спорта России международного класса (спортивное ориентирование на лыжах), серебряный призёр чемпионата мира 1996 года в эстафете.

## Биография
Родилась в г. Верхняя Тура. Окончила школу в г.Артёмовский, после чего поступила на факультет физвоспитания Свердловского государственного педагогического университета, который окончила в 1989 году.
Наталья Николаевна спортом начала заниматься в лыжной секции ДЮСШ Егоршинского радиозавода под руководством тренера-преподавателя Степана Никаноровича Богатырёва.
В 1983 году выполнила норматив мастера спорта по лыжным гонкам.
Бронзовый призёр чемпионата РСФСР и юниорского первенства СССР 1984 года по лыжным гонкам на 5 километров. В гонке на 10 км стала чемпионкой.
В 1985 году выиграла золотые медали в гонке на 5 и 10 километров на Универсиаде 1985 года.
Чемпионка СССР в гонке на 10 км (1985). Обладательница Кубка СССР в гонке на 5 км и 6 место на 3 км.
Абсолютная чемпионка «Праздника Севера».
За эти победы была удостоена звания мастер спорта СССР международного класса. Ей было присвоено звание
«Почётный гражданин города Артёмовский» (1986).
В 1996 году стала мастером спорта международного класса,
по зимнему ориентированию — так была отмечена серебряная награда в эстафете на чемпионате мира 1996 года.
На чемпионате СССР 1986 года эстафетная четверка профсоюзов взяла серебряные медали.
На чемпионате СССР 1987 года профсоюзная четверка в эстафете победила, оставив на третьем месте саму Раису Сметанину.
Участвовала в показательных выступлениях по спортивному ориентированию на Олимпиаде в Нагано.
Живёт в Нижнем Тагиле.